# El Messaid
El Messaid (în arabă المساعد) este o comună din provincia Aïn Témouchent, Algeria.
Populația comunei este de 4.519 locuitori (2010).